# Martin Boyce
Martin Boyce (* 1967 in Hamilton, Vereinigtes Königreich) ist ein schottischer Bildhauer und Installationskünstler.

## Leben und Werk
Boyce absolvierte die Holy Cross High School in Hamilton und studierte an der Glasgow School of Art. 1990 erlangte er dort den Bachelor und 1997 den Master. 1996 studierte er am California Institute of the Arts. Seit 2018 ist Martin Boyce Professor für Bildhauerei an der Hochschule für bildende Künste Hamburg.

„Boyce´ Arbeiten sind durch eine Vielzahl an Referenzen geprägt. Im Mittelpunkt stehen Klassiker modernen Designs und moderner Kunst. Der Künstler zerschneidet Arne-Jacobsen Stühle und setzt die Fragmente zu Mobiles zusammen, die die ruinöse Präsenz der Bruchstücke mit der Leichtigkeit früher Arbeiten von Alexander Calder verbinden. Er arbeitet die modularen Regalsysteme von Charles und Ray Eames um und kombiniert die Bauteile zu paranoid wirkenden Skulpturen, die zahlreiche Anspielungen auf andere Künstler wie beispielsweise De Stijl enthalten.“

„Es geht ebenso sehr um Raum und den Raum zwischen den Skulpturen wie um die Skulpturen selber. Natürlich muss ich (diese Kunstwerke) herstellen, aber ich will, dass das Publikum das Gefühl hat, sie gefunden zu haben.“

Martin Boyce stellt international aus. 2007 war er Teilnehmer der Skulptur.Projekte in Münster. Das Werk We are still and reflective / Wir sind still und reflektieren ist eine Bodenarbeit. In den Fugen der Gussbetonplatten befinden sich Messingleisten, aus denen sich der Text zusammensetzt. Boyce wurde 2011 für die Installation Do Words Have Voices mit dem Turner Prize ausgezeichnet.